# 马尔堡

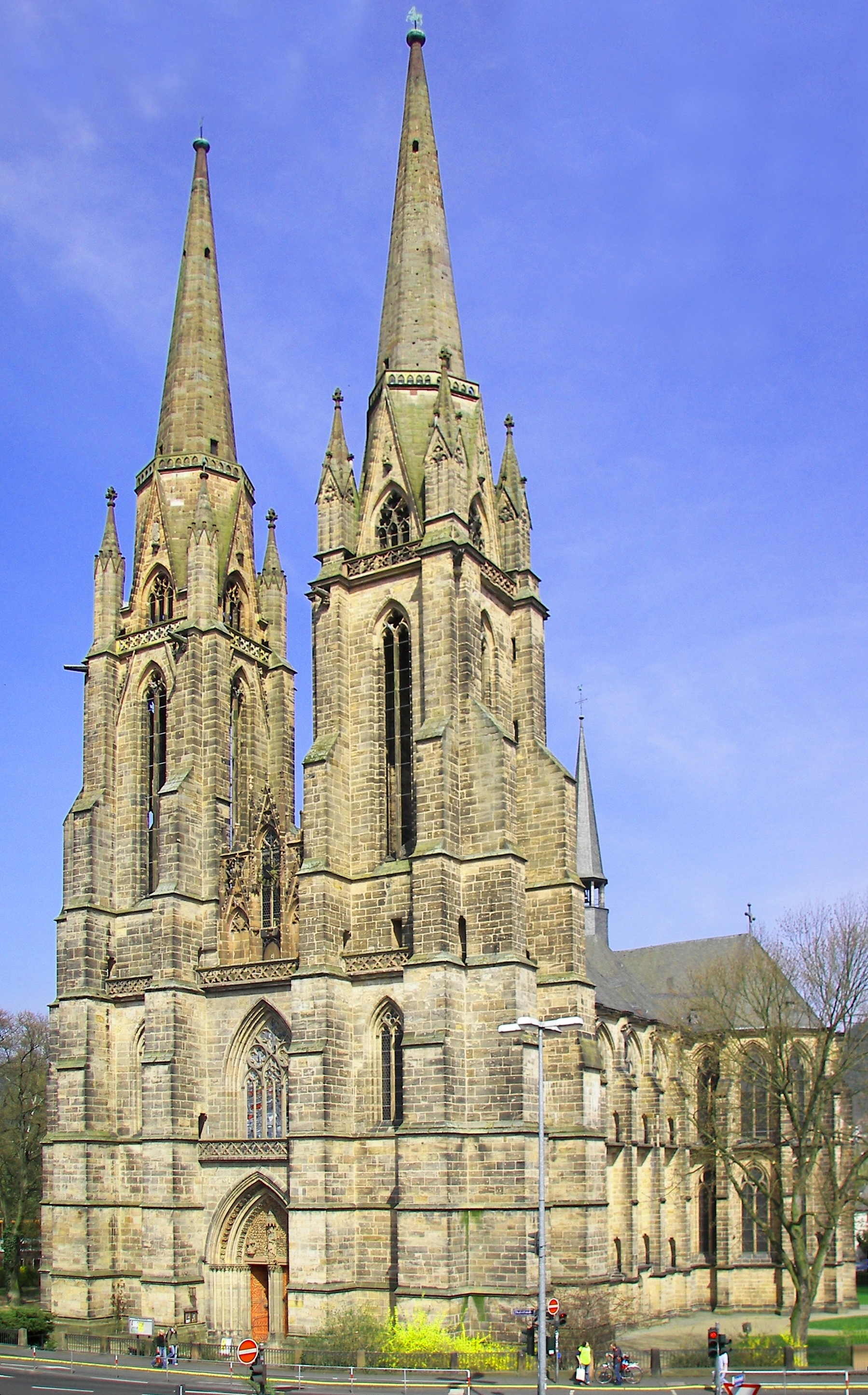
马尔堡的伊丽莎白大教堂

马尔堡（德語發音：[ˈmaːɐ̯bʊʁk] 或 [ˈmaʁbʊʁk] ⓘ）是所在黑森州中部马尔堡-比登科普夫县的县首府。它坐落于兰河边，拥有约72000居民，是黑森州的第八大城市。市区沿兰河两侧向西延伸入格拉登巴赫山脉，向东出兰山，直到阿默内堡盆地的边缘。
为了区分斯洛文尼亚的德劳河畔马尔堡（Marburg an der Drau），即马里博尔，1977年以前该地也叫兰河畔马尔堡（Marburg an der Lahn、Marburg a. d. Lahn 以及 Marburg (Lahn)）。
马尔堡自13世纪起享有市的地位。今天，它的功能是充当在吉森行政区的一个区域中心。作为一个较大的中型城市（德国标准），马尔堡有与其他县级市相比，相当于其他六个大中城市在黑森州中一个特殊的地位。因此，市承担全县职责，以便它在许多方面类似于一个独立的城市。马尔堡以现存的最古老的由新教徒创办的菲利普大学，学术成就，城市建筑展现城市风貌。
马尔堡的名称来源于中世纪时图林根的领主与美因茨的大主教之间的领土纷争。马尔堡的特色景点有伊丽莎白教堂、大學教堂、领地城堡和位于城堡下面的老城区，被称为马尔堡“上城”。

## 地理

### 地理位置

马尔堡，从威廉皇帝塔俯瞰

马尔堡位于中部黑森州，接近法兰克福和卡塞尔之间的中间位置，离每个城市直线距离77公里。临镇大学城吉森位于其南面约27公里远处。
从地形地貌上来讲，马尔堡坐落于由兰河在南北方向冲刷出的丘陵山谷中。最高的山海拔412米，在主城区西部小镇Dilschhausen的西北部。最低点海拔175米位于市区南边的兰河河谷中。
市主要居住区的最大范围在南北方向上大约九公里（北Wehrdas南Cappels）在东西方向上约4（西马尔巴赫到东部奥滕贝格）到4.5公里（到西部森林东部Richtsberg）但大多因为兰河狭窄的河谷挤压，显著减小了实际面积。马尔堡兰河谷以西，延伸出老城区和其他部分地区；向东靠近兰山的区域，其主峰四周是大学医院和各机构的所在地。
历史悠久的老城区在目前市中心以西，领地城堡（马尔堡城堡）的脚下。除此之外还有桥区，以及兰河对面以前制革工人村 Weidenhausen，这里拥有老城区的历史风貌。在过去两个世纪中，马尔堡沿着兰河河谷形成了老城的内城。城堡南部座落着有着年轻色彩和毕德麦耶尔风格的新艺术运动区Südviertel，西边同为此格调的是Ockershausen城堡的南面是新艺术运动区Südviertel，西边同为此格调的是在1931年划归的Ockershausen。紧靠内城东面是由铁路线分隔的奥滕贝格市区，而东南边的高地上是20世纪60年代开辟的的高层庄园Richtsberg。
在1974年，地方政府的改革使马尔巴赫（Marbach，西北），韦尔达（Wehrda，北）和卡珀尔（Cappel，南）顺利被纳入建成区。特别的是马尔巴赫可以在今天，像奥克斯豪森（Ockershausen）一样被认为是核心城市的一部分，尽管此区域由于历史原因未如市中心区进行同样管理。马尔堡的周围是下列从北边顺时针方向开始的城市和城镇：兰塔尔、克尔伯、基希海恩、埃布斯多弗格伦德、兰河畔魏玛、格拉登巴赫和道特弗塔尔。

### 气候
|               | 一月 | 二月 | 三月  | 四月  | 五月  | 六月  | 七月  | 八月  | 九月  | 十月 | 十一月 | 十二月 |   |       |
| ------------- | ---- | ---- | ----- | ----- | ----- | ----- | ----- | ----- | ----- | ---- | ------ | ------ | - | ----- |
| 最高气温(°C)  | 3    | 4    | 10    | 14    | 19    | 22    | 24    | 24    | 19    | 14   | 0      | 0      | Ø | 12.8  |
| 最低气温(°C)  | －1  | －2  | 2     | 4     | 8     | 12    | 13    | 13    | 10    | 7    | 0      | 0      | Ø | 5.5   |
| 月均气温(°C)  | 0.3  | 1.3  | 4.5   | 8.4   | 12.9  | 16.2  | 17.7  | 17.1  | 13.8  | 9.3  | 14.4   | 1.5    | Ø | 5.5   |
| 月均降水 (mm) | 60.9 | 60.4 | 50.0  | 54.7  | 69.1  | 70.2  | 70.6  | 64.4  | 54.1  | 58.3 | 68.5   | 74.7   | Σ | 755.9 |
| 日照时间(h)   | 34.5 | 68.2 | 106.8 | 155.3 | 190.8 | 181.1 | 193.0 | 186.2 | 140.1 | 95.4 | 40.3   | 30.9   | Ø | 118.8 |

## 历史
“这座经历了聖麗莎女领主的统治，去世和葬礼的著名老城，蜿蜒盘旋地坐落在山顶古老城堡的脚下。”200多年前的马尔堡教授约翰·海因里希·晶如此评价在兰河边美丽舒适的环境中的马尔堡。
凭借穿越几个世纪依然不变的本质，这座老城拉开了幕布将冠冕的城堡和河谷中的伊丽莎白教堂展示出来。这些给予马尔堡鲜明的形象以及对旅游的吸引力。

### 史前－早期历史
暖期中大约50000年前起马尔堡开始出现人类活动。不只在兰山，在 Neuhöfen 和Dammühle之间的区域中，考古队员也发现了石器工具，它们可以证明人类活动的存在。对于新时期时代也有数量可观的考古发现。在生产方式从狩猎采集转为定居的时期，Amöneburger流域土壤肥沃的自然特征就使其成为一个有吸引力的定居点了。陶器的发现表明并证实了在这个时候，这里经常发生多种文化的冲突，如Rössen文化和米歇尔·伯杰文化。在青铜时代，也有证据表明此地从单一的坟墓文化，逐渐过渡到被Schnurkeramik和Glockenbecherkultur覆盖。

### 从市的成立到中世纪
9到10世纪当地开始修建城堡。1138到1139年有文献证实马尔堡地区被占用，并在1222年成为市。它的人口很可能从周围的，现在荒凉的地方Aldenzhausen，拉默斯巴赫，Walpertshausen，Ibernhausen和Willmann村迁移过来。

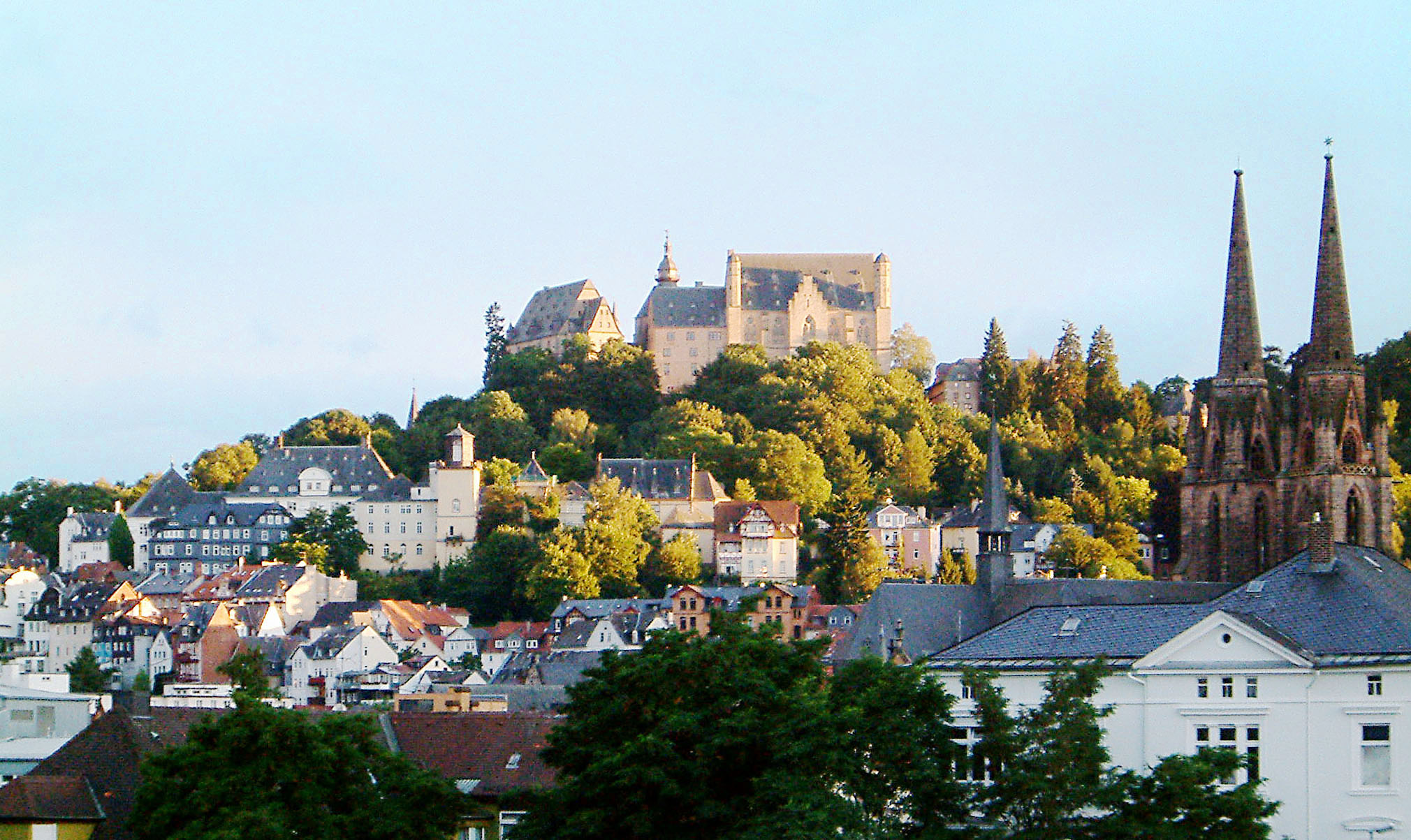
马尔堡城堡

1228年图林根伯爵夫人聖麗莎作为一个寡妇选择这里落脚，这里被重新赋予城市的意义。她建起了医院，在那里他们关怀照料病人和体弱者。虽然她在24（1231）岁去世，它仍然被视为马尔堡历史上最重要的人物。关于她的传说流传至今。在1235年她被册封，并且同年人们开始于她的坟墓之上建造伊丽莎白教堂，即是德国第一个纯粹的哥特式教堂。来自欧洲各地的朝圣者来到圣人的坟墓，并促进了马尔堡的蓬勃发展。朝圣者们被葬在圣迈克尔教堂，叫Michelchen。

### 改革，大学和三十年战争
1504年菲利普出生在马尔堡。他的父亲，摄政了13年的兰德格拉夫威廉二世，在1509就去世了。由于新教教义的支持者的支持，他成为了改革德意志帝国运动的领导。 1527年创立的Liegnitz第二新教大学成为城市最重要的经济元素，直到今天仍然如此。它也包括Philippinum高中和黑森州研究所，这被认为是德国历史最悠久的学生宿舍。

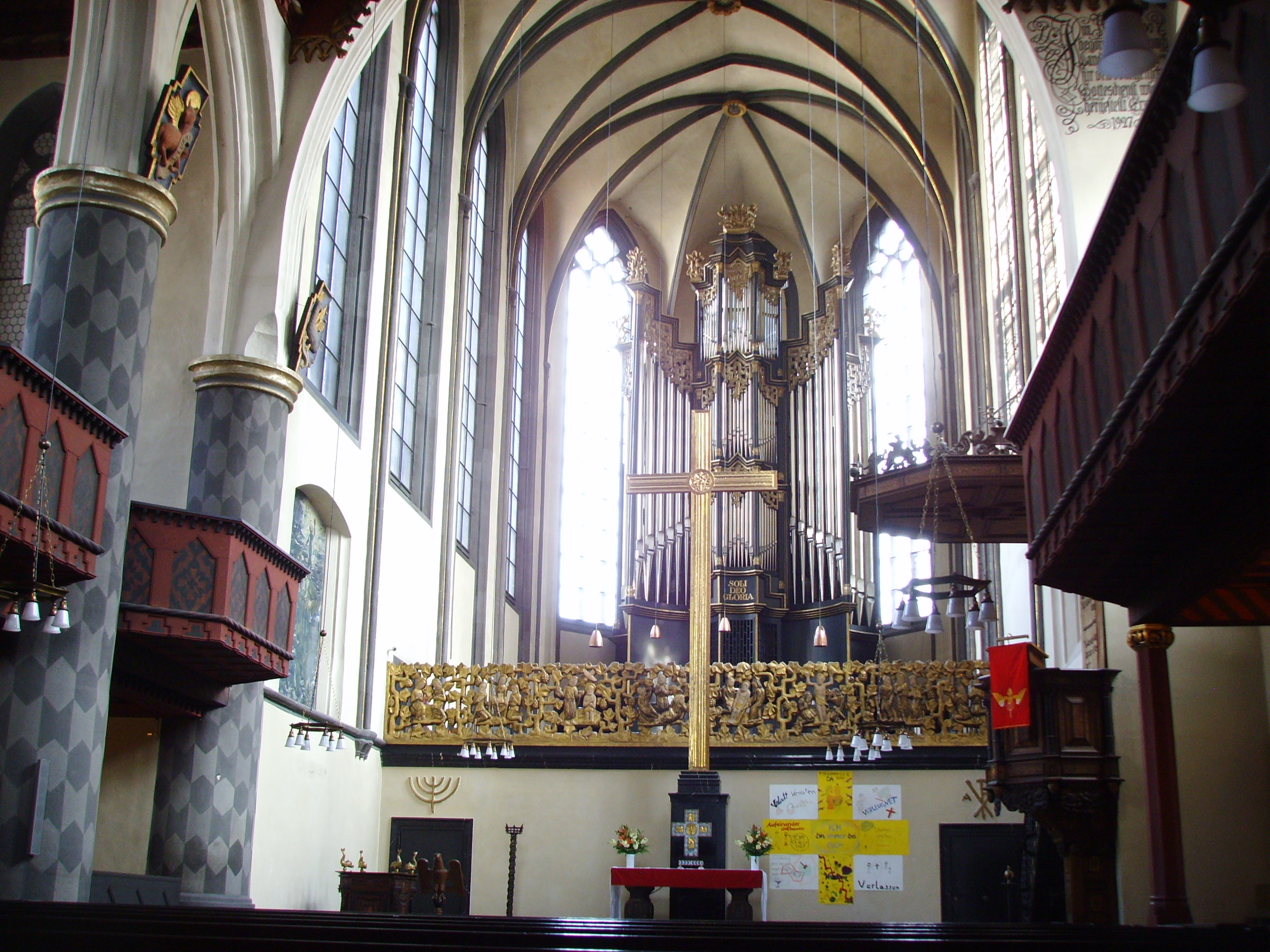
马尔堡大学教堂

1604年开始在黑森州马尔堡，路德派达姆施塔特，改革卡塞尔之间关于宗教继承权爆发宗派分歧纠纷，导致随后痛苦的，几十年的敌对。

### 新的时期
1850年，卡塞尔到马尔堡的铁路被打开，并从1852年开始扩展至法兰克福（主威悉河铁路）。马尔堡火车站被移动到兰河的东岸，极大地推动了城市的发展。
在1866年公投决定普鲁士将黑森州吞并后，大学经历了城市发展后的快速增长。短短几十年，居民人数翻了三倍，学生人数增加了十倍。不少马尔堡山上的居民出租房间给学生赚取一些额外的钱。有人说：一个学生在马尔堡生活，他的屋檐下，地下室里还有两只山羊。因此，该地区的居民嘲笑马尔堡城镇居民。
随着普鲁士吞并繁荣的城市，经济实力增强使城市范围超越中世纪城墙第一街区，但当地所有权利，在1900年后农用地的地权被完全收回。农业要有分配，那么还需要住房开发。1907年由经济学家霍夫曼成立了马伯格储蓄和建筑协会。
13世纪为了与兰河对岸连接，兴建了Weidenhäuser桥；1723年建造伊丽莎白大桥（后来也称为铁路桥），1892年为了保护她而建造了普弗尔大桥。此外，3公里之内的石桥之间还有4座木桥。

### 国家社会主义期间
马尔堡在1929年时因为国家系统重组拥有了更大的自治权。在1933年3月5日的大选中，纳粹党支持率在新城区上涨57.6％（全国平均43.9％），DNVP拥有 11.1％，13.5%社民党，KPD 4.8％和DVP 3.6％。纳粹支持者立即严格地把所有的俱乐部和协会和反对纳粹的书籍焚烧来示范纳粹一体化。尽管如此，次年举办的校长弗朗茨·冯·帕彭在马尔堡大学的演讲被称为全面反对纳粹力量的最后一次公开演讲。在1938年11月9日晚至10日，大学街会堂由马尔堡冲锋队成员纵火摧毁。当天晚上，31名犹太人被冲锋队逮捕，虐待，并押送到布赫瓦尔德集中营。仅仅几个月后，其中30人被释放。在1941年5月，12月和1942年9月，最后267名犹太人从马尔堡及周边地区被驱逐到集中营。
第二次世界大战并未对马尔堡造成大的损害。盟军的炸弹摧毁了这座城市的约4.0％，和281幢公寓。而主火车站是因为被专门作为一个重要的铁路枢纽，在1945年2月22日针对性地严重摧毁，因此，主站站区不仅是老建筑，也包含了新建的元素，在兰山仍然留下许多弹坑。此外，大学化工研究所，好几家医院建筑，包括眼科部和外科部，还有在奥滕贝格的骑马大厅被摧毁。轰炸几天前美国侦察机投放传单，宣传以下口号：我们要保护马尔堡和Bad Nauheim，我们希望以后你们的生活不被影响。
1945年3月28日的下午晚些时候美国陆军第三装甲师（少将莫里斯·罗斯）第一个抵达，并在之后占领它。
在1945年1月，为了保护在苏联红军进攻威胁下的保罗·冯·兴登堡和他的妻子格特鲁德以及普鲁士国王腓特烈二世（大）与弗雷德里克·威廉一世（士兵王）的遗体，纳粹党认为棺材应调动国防军存储在图林根州盐矿。美军攻占了图林根州的大部分地区，将兴登堡和他的妻子安葬在圣伊丽莎白教堂北塔教堂。腓特烈·威廉一世的棺材现在在位于波茨坦的里德里希大帝陵墓；腓特烈二世则被埋葬在无忧宫坟墓。

### 二战战后
因为这时候有大量的小型和中型工业企业，马尔堡不得不采取驱逐大批难民的措施。由于战后人口的快速增长造成的住房短缺，1963年在Richtsberg服务约9000名居民和市政府的大型项目开工建设。Grand Sport的操场和几所学校获得当地政治层面的支持，方案正式通过，于1972年在市区开始第一部分的重建。从那时起，老城区的结构经过精心修复。在大量半木结构建筑的复原下这一城市形象清晰可见。1972年庆祝了设市750周年的庆祝活动。

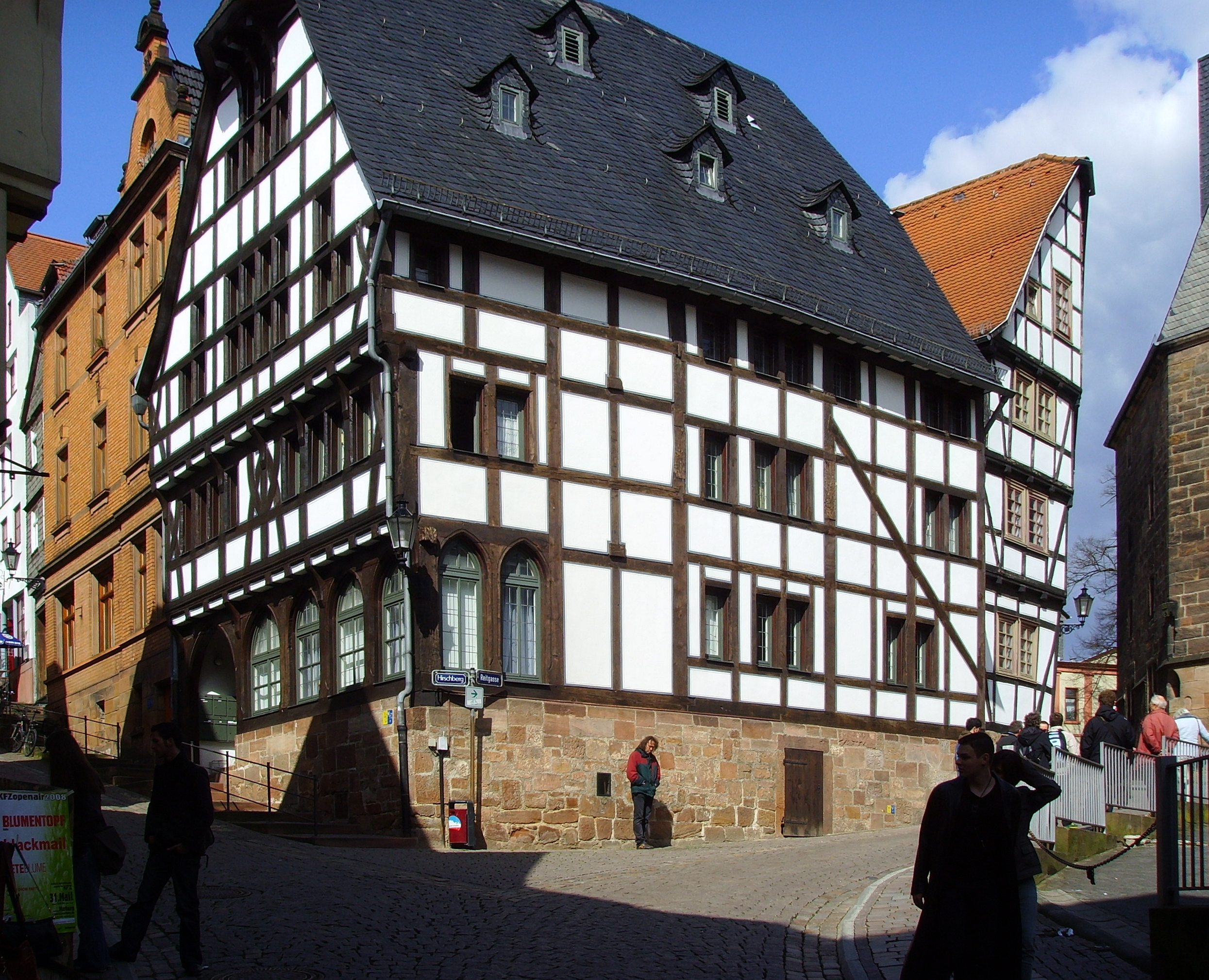
马尔堡老城区建筑

地方政府的改革使马尔堡失去一部分自由的权力。然而在1974年7月1日，城市成为新成立的马尔堡 - 比登科普夫区的中心，并通过并入18个周边城市，面积增长超过五倍，城市人口增长了三分之一达到70922。随着开始于1991年Eckgrundstückes和Biegenstraße的出售，政府开始了马尔堡中心区的综合重建。

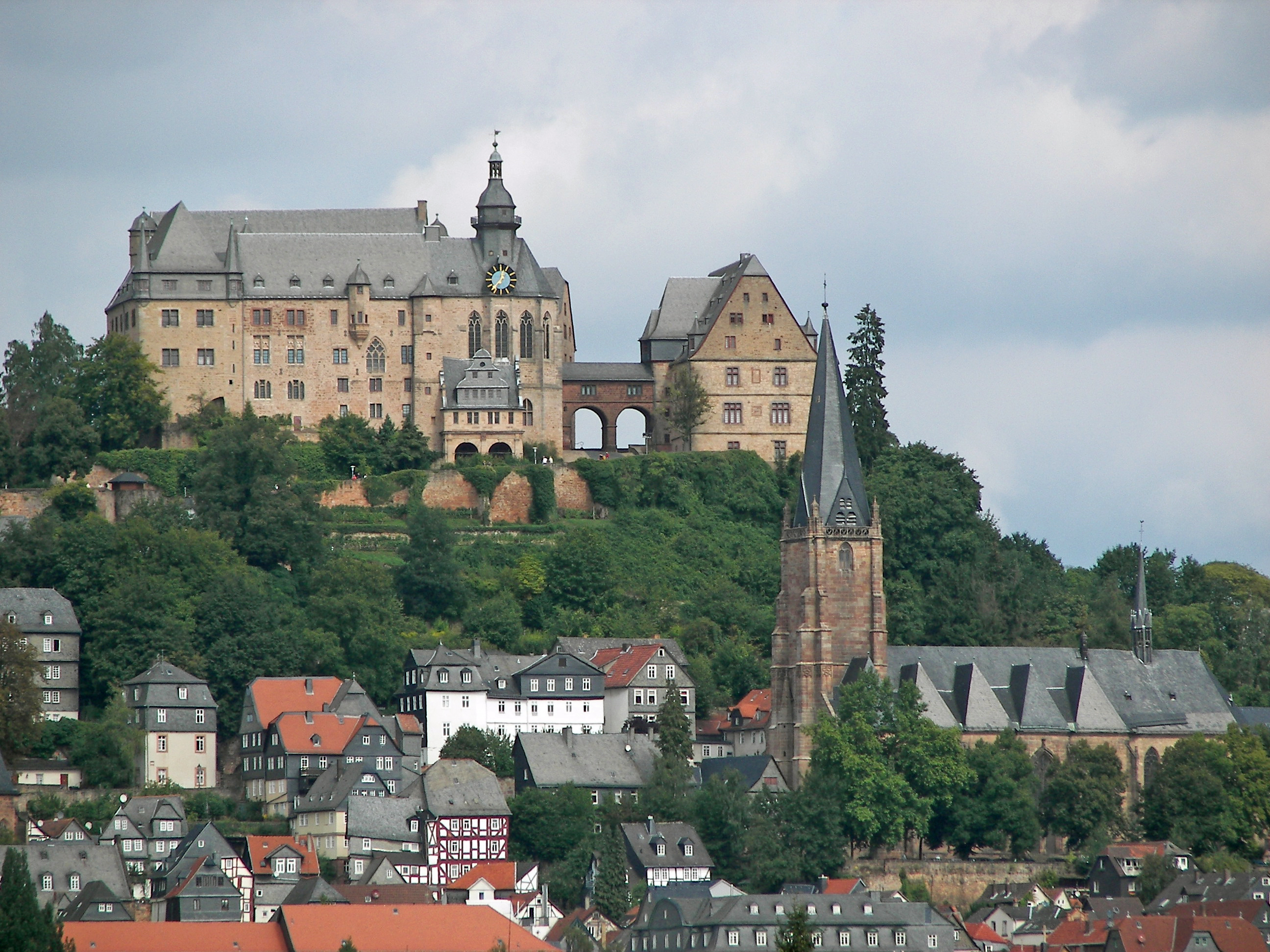
由山下看城堡

和以前一样，拥有超过3900名员工和21000名学生的大学是本市最重要的经济元素。

1982年，由基民盟和社民党在1977年遵循特殊规则组成的联合政府通过了法案驱逐了德国共产党的政治地位。由于所谓的马尔堡15票法定人数造成了抗议和法律诉讼，一年后它被替换。

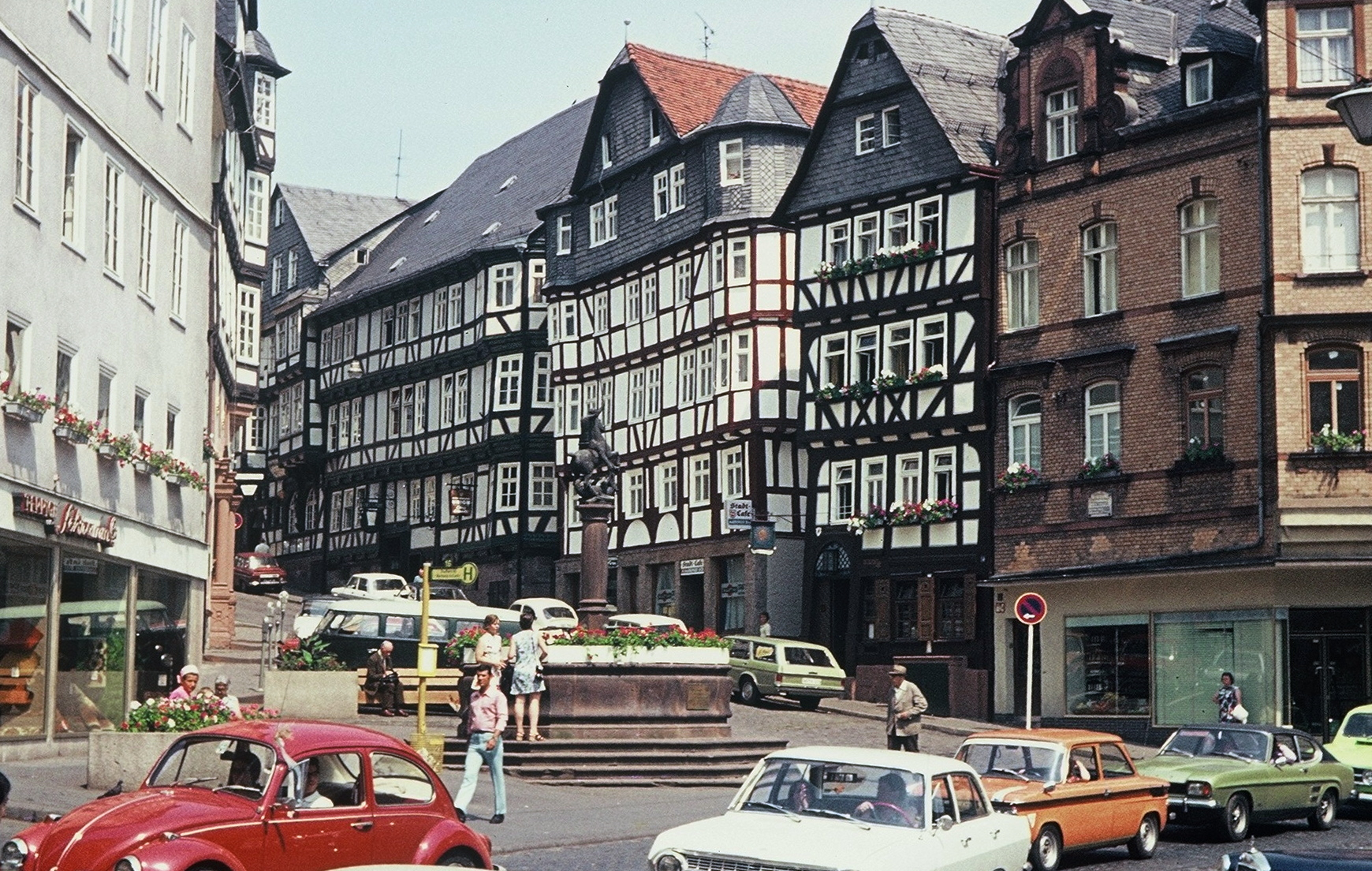
马尔堡市区交通

2009年第六届世界心理治疗和辅导会议在马尔堡举行，这引发了公众的争议，大会通过并发表了马尔堡宣言。
2009年5月25日全市荣获了由联邦政府颁发的“城市多样性”奖。

### 人口发展
马尔堡的中世纪和近代早期只有几千居民，因為经过了无数次战争，人口增长缓慢，又由于瘟疫和饥荒连连下降。因此，在爆发三十年战争（1618-1648）期间，很多居民死亡，直到19世纪工业化初期人口加速成长。1800年时只有6000人口的城市，1905年已经有2万人。随着人口数量和学生人数增加，1866年，超过4000名的学生登记在马尔堡，而仅264人在马尔堡。
到1939年，马尔堡的人口上升至28000。不久后，第二次世界大战的大量难民和流离失所者的涌入导致了人口增加了11,000人，到1946年年底的39000人。1964年，马尔堡有25.2％的住房短缺率，在德意志联邦共和国最高。1974年7月1日达到70922人，学生人数也进一步上升。在1945/46冬季学期学生有2543人，在1963年夏季学期已经达到7423，在2002/03冬季学期共有18540（仅报马尔堡一半主要住宅），2010/2011冬季学期已有21833。由于德国联邦国防军20世纪90年代初裁军，人口发展“纠结”。在2011年人口普查的基础上，到上一次更新，2011年12月31日有马尔堡72190正式注册居民（更新81147）。
以下显示了管辖的各区域后，居民的数量。 1845年之前大多是估计，之后是普查结果（1864年至1939年，1946年至1961年，1970年和1987年）和国家统计局的官方更新。1871年以前为非统一收集过程之前的人口计算方法。

## 友好城市
- 法國 普瓦捷

## 相关链接
- www.stadtderarchive.de - 马尔堡档案馆
- 中的“Marburg”
- 马尔堡华人学者学生站